# 넥소 나이츠
넥소 나이츠(Nexo Knights)는 레고가 제조 및 발행하는 기사를 소재로 한 장난감 시리즈이다.

## 각색

### 애니메이션
2015년부터 애니메이션화되어 카툰 네트워크에서 방영되고 있다.

## 같이 보기
- 레고 닌자고
- 레고 키마의 전설
- 바이오니클
- 레고 몽키 키드
- 레고 드림즈